# 가격 전략
가격 전략(Pricing strategies) 또는 가격 책정 전략은 기업이 제품이나 서비스를 판매할 때 다양하게 사용하는 전략이다. 회사에 가장 효과적인 가격 책정 전략을 결정하려면 고위 경영진은 먼저 회사의 가격 책정 위치, 가격 책정 부문, 가격 책정 능력 및 경쟁적인 가격 책정 반응 전략을 파악해야 한다. 가격 책정 전략과 전술은 기업마다 다르며, 국가, 문화, 산업, 시간이 지남에 따라 산업과 시장이 성숙해지고 더 넓은 경제 상황이 변화함에 따라 달라진다.
가격 전략은 회사가 제품에 대해 설정하는 가격을 결정한다. 가격은 판매된 각 단위 또는 전체 시장에서 수익성을 극대화하도록 설정할 수 있다. 또한 신규 진입자로부터 기존 시장을 방어하거나, 시장 내 시장 점유율을 높이거나, 새로운 시장에 진입하는 데 사용될 수도 있다. 가격 전략은 회사에 경쟁적 이점과 단점을 모두 가져올 수 있으며 종종 비즈니스의 성공 또는 실패를 좌우한다. 따라서 올바른 전략을 선택하는 것이 중요하다.

## 같이 보기
- 가치 기준 가격결정
- 가변적 가격 책정
- 가격지도제
- 가격 차별
- 약탈 가격
- 로스리더
- 프리미엄 (사업 모형)
- 원하는 만큼 지불